# 台鐵CK120型蒸汽機車
臺鐵CK120型蒸汽機車為過熱式客貨兩用蒸汽機車，與日本国铁C12型蒸汽机车同型，臺灣日治時期與日本同樣被編為C12型。

## 概要
臺灣總督府交通局鐵道部於1936年（C121－C125）、1942年（C126、C127）購入日本車輛製造共7輛蒸汽機車，因C12型屬於水櫃式蒸汽機車，後退運轉時不受煤水車阻擋視線，加上其輪軸配置與整體設計，故適合於無轉車臺、路線標準較低的支線或短程區間行駛，有趣的是，臺灣的C12型全數裝有集煙板而日本國內反而大多數未裝，二戰結束後臺灣鐵路管理局將C12型編為CK120型（CK121－CK127）並繼續運用於支線(集集線)，最終在1979年6月2日因鐵路電氣化停駛並陸續報廢解體後僅存CK124保存於臺鐵新北投線新北投站:148，後來因臺北捷運淡水線開工，而將CK124移至臺鐵北投員工訓練中心保存:148，後來經重新修復後於2001年6月9日復駛並動態保存於彰化扇形車庫。

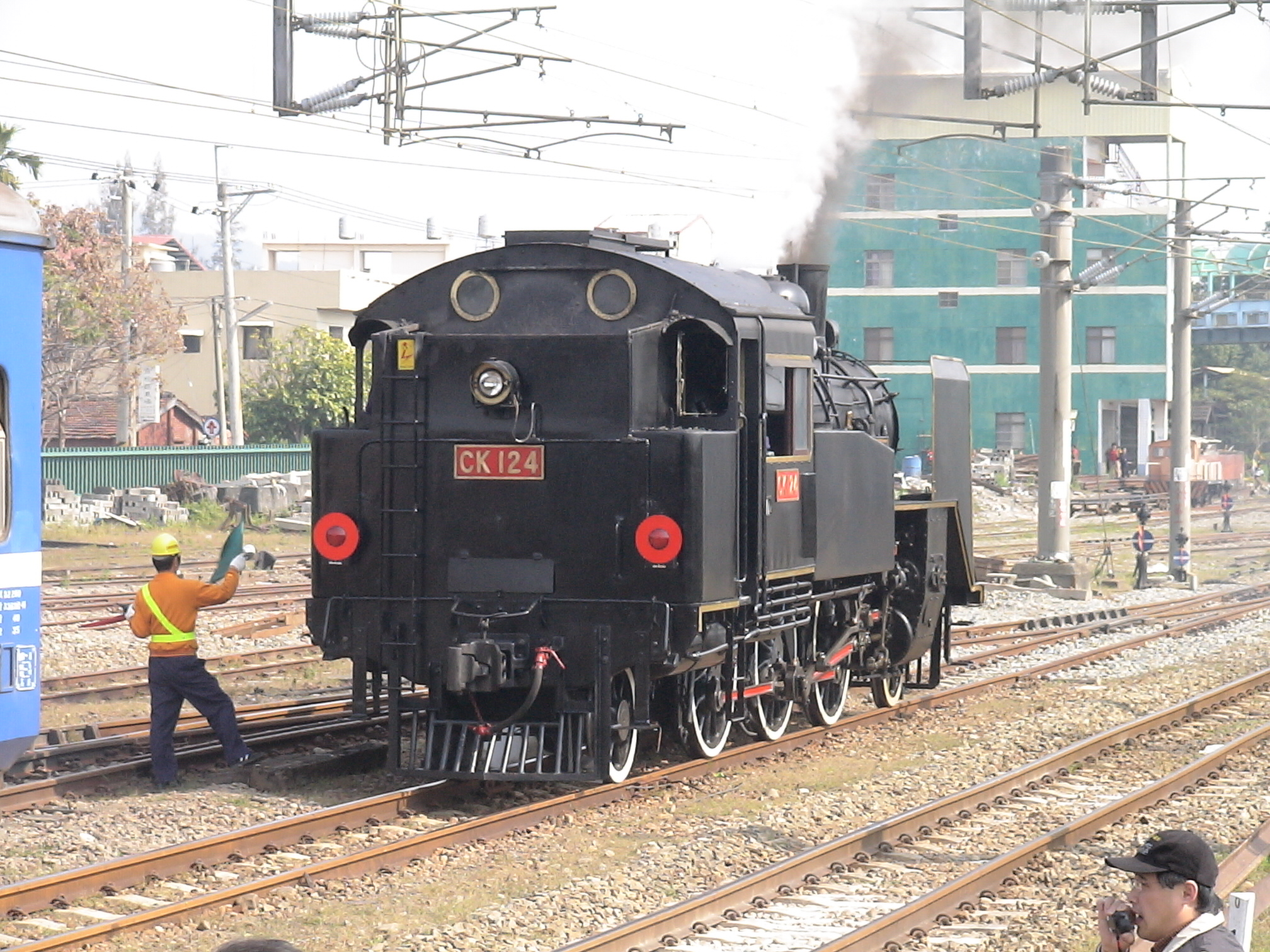
CK124後端

## 主要規格

### 基本資料[2]:87
- 日治時期形式：C12型
- 在日同型車：C12型
- 號碼
  - 原車號：C121－C127
  - 1949年起：CK121－CK127
- 製造國（廠商）：日本（日本車輛製造）
- 購入年：1936年－1942年

### 規格[2]:220
- 車輪配置：1C1（2-6-2）
- 飽合過熱別：過熱式
- 閥裝置汽門：華式汽門（Walschaerts valve gear）
- 車長：11,350 mm
- 車寬：2,800 mm
- 車高：3,900 mm
- 機車整備重量：50.85噸
- 機車空車重量：39.9噸
- 車輪直徑
  - 動輪：1,400 mm
  - 臺車：860 mm
- 軸距（全8,700 mm）
  - 引擎：8,700 mm
  - 動輪：3,800 mm
  - 固定：3,800 mm
- 連結面間長：11,350 mm
- 汽缸
  - 數目：2個
  - 直徑：400 mm
  - 行程：610 mm
  - 牽引力：8,280 kgw
- 鍋爐使用壓力（實用汽壓）：14 kgw/cm²
- 傳熱面積（總計63.3 m²）
  - 火箱：7.4 m²
  - 煙管：46.1 m²
  - 過熱：19.8 m²
- 爐篦面積：1.3 m²
- 煙管直徑×長度×數目
  - 大煙管：127 mm×3,200 mm×16支
  - 小煙管：45 mm×3,200 mm×68支
- 空氣軔機
  - 空氣壓縮機：240單式
  - 主儲氣筒容積、數目：260×2個
  - 軔缸直徑、數目 
    - 引擎：305×1個

  - 軔機倍率 
    - 引擎：7.32

  - 軔率：0.394
- 容量
  - 鍋爐水：2.9 m³
  - 煤櫃：1.5 ton
  - 水櫃：5.5 m³

## 外部連結
- 台湾撮影記 1978年3月22日～3月26日 （页面存档备份，存于）（日語）